# La Métaphore du manioc
La Métaphore du manioc  es una película del año 2010.

## Sinopsis
Amanece en Yaundé. Coco, un camerunés de unos veinte años, es taxista y lleva en su vehículo a una mujer joven y guapa hacia el aeropuerto. Aprovecha para intentar ligar, pero ella parece no oírle mientras observa con melancolía las calles de la ciudad de la que está a punto de irse.

## Premios
- Fespaco 2011
- Amiens 2010
- Festival de los Cines de África, Apt, 2010
- Ecrans noirs, Yaundé, 2010
- Festival Internacional de Cortometrajes, Abiyán, 2010